# Hatalov
Hatalov é um município da Eslováquia, situado no distrito de Michalovce, na região de Košice. Tem 8,63 km² de área e sua população em 2018 foi estimada em 746 habitantes.

## Demografia
| Ano:        | 1994 | 2004   | 2014   | 2024   |
| ----------- | ---- | ------ | ------ | ------ |
| Broj ljudi: | 820  | 756    | 747    | 730    |
| Razlika:    |      | -7,80% | -1,19% | -2,27% |

| Ano:               | 2023 | 2024   |
| ------------------ | ---- | ------ |
| Número de pessoas: | 728  | 730    |
| Diferença:         |      | +0,27% |